# Axel Storm
Axel Paulus Storm, född 10 maj 1872 i Malmö, död 8 januari 1954 i Stockholm, var en svensk tävlingscyklist, roddare och seglare.
Storm var i början på 1890-talet en av svensk cykelsports pionjärer och blev inofficiell svensk mästare på bana 1891 och 1892. Han representerade bland annat Malmö Velocipedklubb samt Stockholms Velocipedklubb och vann många tävlingar i Danmark och England, främst mästerskapet för mellersta England 1893. Han var 1900–1913 vice ordförande i Svenska Velocipedförbundet och 1912 i Olympiska spelens cykelkommitté. Han var dessutom en god roddare (i Malmö Roddklubb) och hemförde i segling, där han bland annat representerade Malmö segelsällskap, Kungliga Svenska Segelsällskapet och Stockholms Segelsällskap, 38 segrar åren 1905–1910.